# Sarens SGC 250
SGC 250, aussi appelée Big Carl, est une grue fabriquée par l'entreprise belge Sarens et mise en service en 2019. Elle mesure 250 mètres de haut, ce qui en fait la grue la plus haute du monde à sa création, et a une capacité de levage de 5 000 tonnes.
Elle est utilisée dans le cadre de la construction de la centrale nucléaire d'Hinkley Point C.

## Historique
La grue SGC 250 est surnommée « Big Carl » en hommage au directeur des solutions techniques de l'entreprise, Carl Sarens.
Elle est arrivée sur le site de la centrale nucléaire d'Hinkley Point en 2019, via 280 camions.
Big Carl a levé et posé le dôme d'acier de la centrale, pesant 245 tonnes, le 15 décembre 2023.

## Caractéristiques
Elle dispose de douze moteurs et 96 roues, afin de pouvoir pivoter sur elle-même et se déplacer le long d'un rail.
- Hauteur : 250 m
- Capacité de levage à la verticale : 5000 tonnes
- Capacité de levage dans un rayon de 100 mètres :  2000 tonnes
- Contrepoids : 5200 tonnes
- Motorisation : 12 moteurs